# 2007–2008-as dán labdarúgó-bajnokság (első osztály)
Az 2007–2008-as Danish Superliga volt a 18. alkalommal megrendezett, legmagasabb szintű labdarúgó-bajnokság Dániában. A pontvadászat 2007. július 18-án kezdődött és 2008. május 24-én ért véget.
A címvédő a København volt. A szezont az AaB csapata nyerte, a bajnokság történetében harmadjára.

## Részt vevő csapatok
| Csapat       | Székhely       | Stadion            | Befogadóképesség1 |
| ------------ | -------------- | ------------------ | ----------------- |
| København    | Koppenhága     | Parken Stadion     | 34,098            |
| Brøndby      | Brøndby        | Brøndby Stadion    | 29,000            |
| Aarhus       | Aarhus         | NRGi Park          | 20,200            |
| Odense       | Odense         | Fionia Park        | 15,761            |
| AaB          | Aalborg        | Energi Nord Arena  | 13,800            |
| Esbjerg      | Esbjerg        | Blue Water Arena   | 13,282            |
| Lyngby       | Kongens Lyngby | Lyngby Stadion     | 12,000            |
| Randers      | Randers        | Essex Park Randers | 12,000            |
| Midtjylland  | Herning        | SAS Arena          | 11,809            |
| Nordsjælland | Farum          | Farum Park         | 10,000            |
| Viborg       | Viborg         | Viborg Stadion     | 9,566             |
| Horsens      | Horsens        | Casa Arena Horsens | 6,700             |

### Vezetőedző váltások
| Csapat  | Távozó edző      | Ok                  | Dátum             | Érkező edző | Dátum           |
| ------- | ---------------- | ------------------- | ----------------- | ----------- | --------------- |
| Odense  | Bruce Rioch      | távozott            | 2007. március 12. | Lars Olsen  | 2007. július 1. |
| Randers | Lars Olsen       | lejárt a szerződése | 2007. június 30.  | Colin Todd  | 2007. július 1. |
| Viborg  | Anders Linderoth | közös megegyezés    | 2007. november 9. | Hans Eklund | 2008. január 1. |

## Tabella
| Hely. | Csapat        | M  | Gy | D  | V  | G+ | G– | Gk  | P  | Továbbjutás vagy kiesés         |
| ----- | ------------- | -- | -- | -- | -- | -- | -- | --- | -- | ------------------------------- |
| 1.    | AaB (B)       | 33 | 22 | 5  | 6  | 60 | 38 | +22 | 71 | BL, 2. selejtezőkör             |
| 2.    | Midtjylland   | 33 | 18 | 8  | 7  | 53 | 36 | +17 | 62 | UEFA-kupa, 1. selejtezőkör      |
| 3.    | København     | 33 | 17 | 9  | 7  | 51 | 29 | +22 | 60 | UEFA-kupa, 1. selejtezőkör      |
| 4.    | Odense        | 33 | 12 | 16 | 5  | 46 | 27 | +19 | 52 | Intertotó-kupa, 2. forduló      |
| 5.    | Horsens       | 33 | 14 | 10 | 9  | 47 | 43 | +4  | 52 |                                 |
| 6.    | Randers       | 33 | 13 | 8  | 12 | 41 | 33 | +8  | 47 |                                 |
| 7.    | Esbjerg       | 33 | 13 | 6  | 14 | 59 | 54 | +5  | 45 |                                 |
| 8.    | Brøndby       | 33 | 11 | 10 | 12 | 44 | 44 | 0   | 43 | UEFA-kupa, 1. selejtezőkör      |
| 9.    | Nordsjælland  | 33 | 11 | 10 | 12 | 47 | 51 | −4  | 43 | UEFA-kupa, 1. selejtezőkör      |
| 10.   | Aarhus (F)    | 33 | 7  | 8  | 18 | 33 | 51 | −18 | 29 |                                 |
| 11.   | Viborg (K)    | 33 | 5  | 5  | 23 | 29 | 68 | −39 | 20 | Kiesett a Danish 1st Divisionbe |
| 12.   | Lyngby (F, K) | 33 | 3  | 9  | 21 | 33 | 69 | −36 | 18 | Kiesett a Danish 1st Divisionbe |

## Statisztikák

### Góllövőlista
| Rank | Player                | Club         | Goals |
| ---- | --------------------- | ------------ | ----- |
| 1    | Jeppe Curth           | AaB          | 17    |
| 2    | Martin Bernburg       | Nordsjælland | 14    |
| 3    | Peter Graulund        | Aarhus       | 13    |
| 3    | Henrik Hansen         | Horsens      | 13    |
| 5    | Frank Kristensen      | Midtjylland  | 12    |
| 6    | Christian Holst       | Lyngby       | 9     |
| 6    | Gilberto Macena       | Horsens      | 9     |
| 6    | Morten Nordstrand     | København    | 9     |
| 6    | Rade Prica            | AaB          | 9     |
| 10   | Marcus Allbäck        | København    | 8     |
| 10   | Hans Henrik Andreasen | Odense       | 8     |
| 10   | Mikkel Beckmann       | Lyngby       | 8     |
| 10   | Atiba Hutchinson      | København    | 8     |
| 10   | Rawez Lawan           | Horsens      | 8     |

### Mesterhármast elérő játékosok
| Játékos         | Csapat  | Ellenfél     | Dátum              |
| --------------- | ------- | ------------ | ------------------ |
| Rajko Lekic     | Viborg  | Esbjerg      | 2007. július 22.   |
| Thomas Dalgaard | Randers | AaB          | 2007. augusztus 1. |
| Jeppe Curth     | Aarhus  | AaB          | 2007. október 8.   |
| Peter Graulund  | Aarhus  | Nordsjælland | 2007. november 28. |
| Baye Djiby Fall | Lyngby  | Odense       | 2008. április 4.   |